# St. Vitus (Unterlaus)

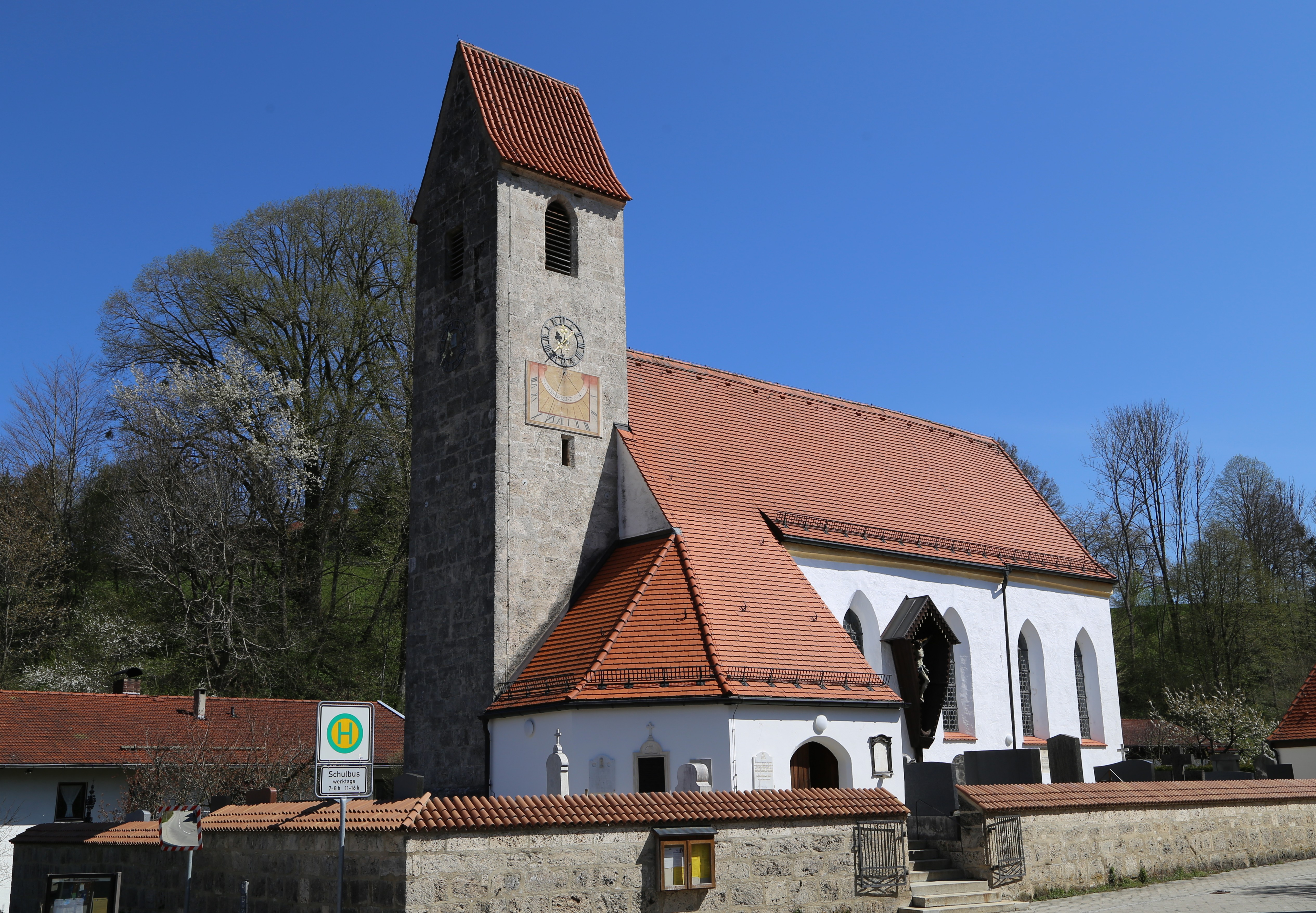
St. Vitus in Unterlaus

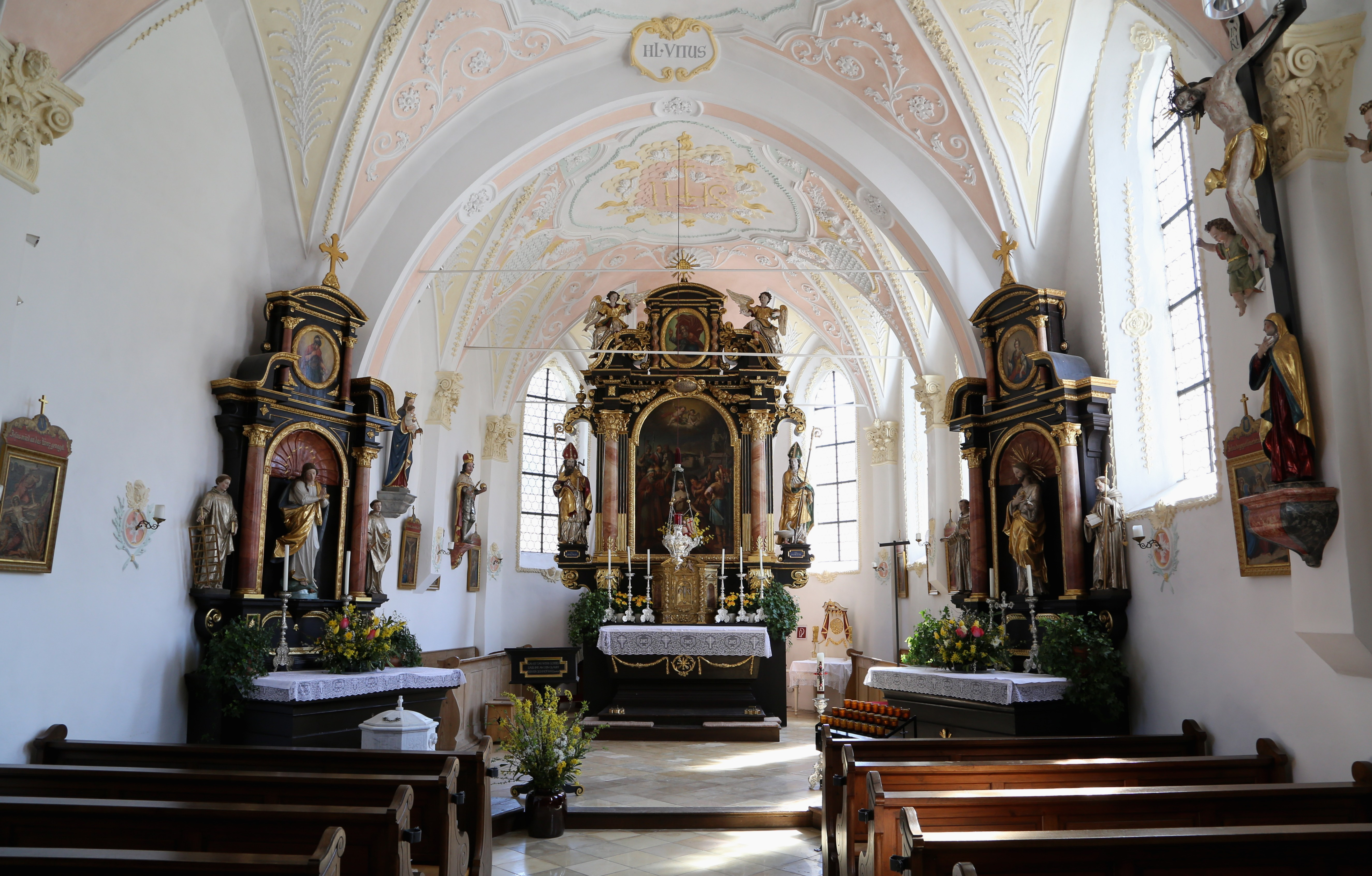
Innenraum

Die römisch-katholische Kuratiekirche St. Vitus steht in Unterlaus, einem Gemeindeteil von Feldkirchen-Westerham im oberbayerischen Landkreis Rosenheim. Sie ist in der Liste der Baudenkmäler in Feldkirchen-Westerham unter der Nr. D-1-87-130-50 eingetragen. Die Kirche gehört zum Dekanat Rosenheim im Erzbistum München und Freising.

## Beschreibung
Die spätgotische Saalkirche wurde um 1725 barock umgestaltet. Sie besteht aus dem Langhaus zu drei Jochen, dem eingezogenen, dreiseitig geschlossenen Chor im Osten, der Sakristei an der Nordwand des Chors und dem Kirchturm aus unverputzten Quadermauerwerk im Westen. Unterhalb der Klangarkaden des Turms sind die Zifferblätter der Turmuhr angebracht. In einem Vorbau an der Südwand von Kirchturm und Langhaus befindet sich das Portal. 
Der Innenraum ist mit einem Stichkappengewölbe überspannt. Im November 2024 zeigten sich Risse in den Putz- und Stuckstrukturen des Gewölbes. Zur Sicherung wurde für die Zeit bis zur Sanierung ein Stützgewölbe aufgestellt.
Der Hochaltar wurde in der Mitte des 17. Jahrhunderts aufgestellt. Er wird flankiert von den Skulpturen des Erasmus von Antiochia und des Martin von Tours. Im Altarretabel ist der heilige Vitus als Märtyrer dargestellt.

## Orgel

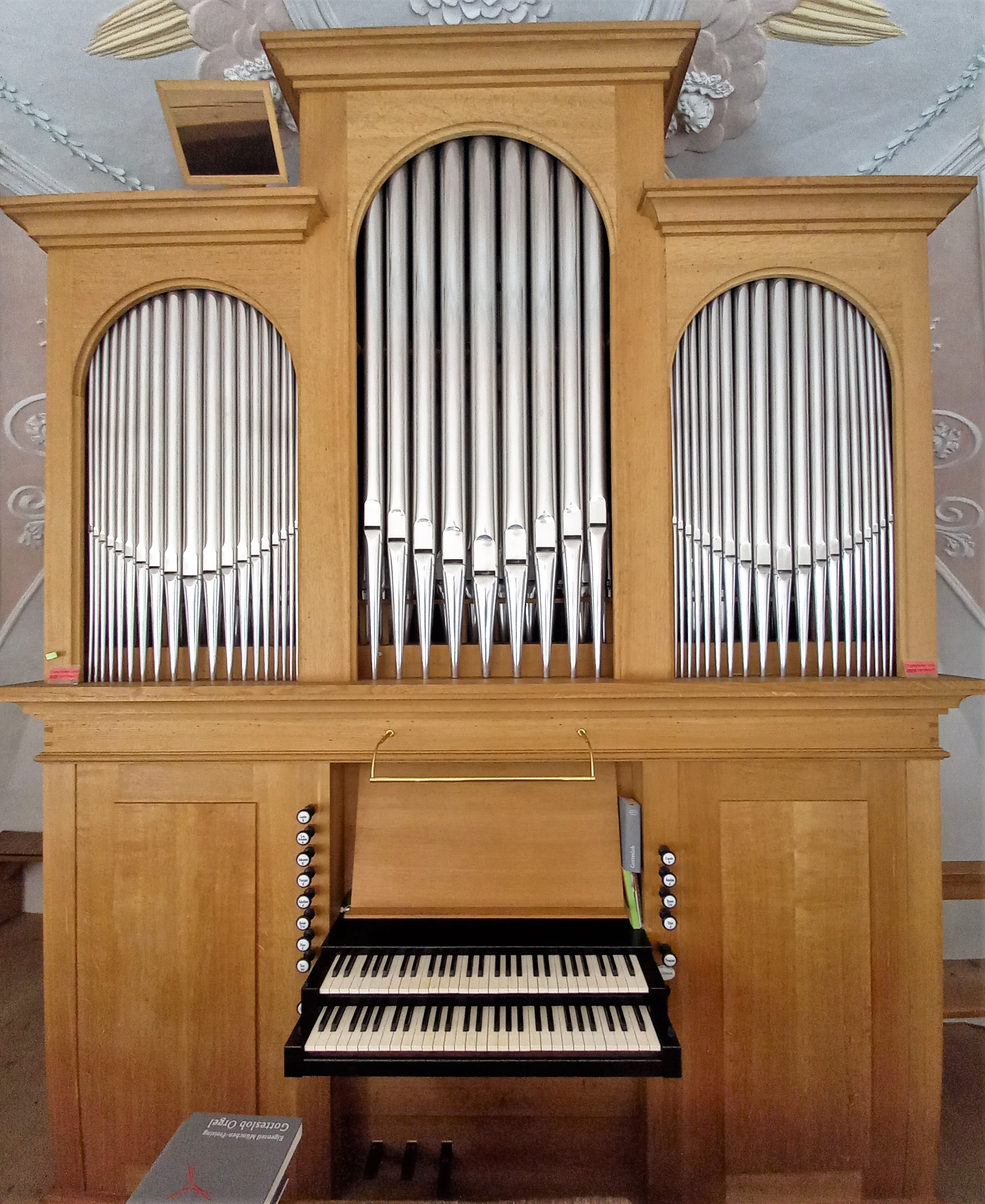
Orgel

Die Orgel mit neun klingenden Registern, verteilt auf zwei Manuale und Pedal, wurde 2005 von dem Münchner Orgelbau Johannes Führer gebaut. Das zweite Manual ist mit Wechselschleifen ausgestattet. Die Disposition des rein mechanischen Schleifladen-Instruments lautet:
| I. Manual C–g3 |        |            |
| Copula         | 8′     |            |
| Gamba          | 8′     |            |
| Unda maris     | 8′     | [ Anm. 1 ] |
| Prinzipal      | 4′     |            |
| Rohrflöte      | 4′     |            |
| Quinte         | 2 ⁄3′  |            |
| Flöte          | 2′     |            |
| Terz           | 1 3⁄5′ |            |

| II. Manual C–g3 |       |
| Copula          | 8′    |
| Rohrflöte       | 4′    |
| Quinte          | 2 ⁄3′ |
| Flöte           | 2′    |

| Pedal C–f1 |     |
| Subbaß     | 16′ |

- Koppeln: II/I, I/P, II/P
- Effektregister: Tremulant

Anmerkungen
1. ↑  ab c